# New York Knicks 2011-2012
La stagione 2011-12 dei New York Knicks fu la 63ª nella NBA per la franchigia.
I New York Knicks arrivarono secondi nella Atlantic Division della Eastern Conference con un record di 36-30. Nei play-off persero al primo turno con i Miami Heat (4-1).

## Roster
| N° | Naz.                   | Ruolo | Sportivo          | Anno | Alt. | Peso |
| -- | ---------------------- | ----- | ----------------- | ---- | ---- | ---- |
| 1  | Stati Uniti (bandiera) | A     | Amar'e Stoudemire | 1982 | 208  | 111  |
| 2  | Stati Uniti (bandiera) | G     | Landry Fields     | 1988 | 201  | 95   |
| 5  | Stati Uniti (bandiera) | A     | Bill Walker       | 1987 | 198  | 100  |
| 6  | Stati Uniti (bandiera) | C     | Tyson Chandler    | 1982 | 216  | 107  |
| 7  | Stati Uniti (bandiera) | A     | Carmelo Anthony   | 1984 | 203  | 104  |
| 8  | Stati Uniti (bandiera) | G     | J.R. Smith        | 1985 | 198  | 100  |
| 9  | Stati Uniti (bandiera) | A     | Jared Jeffries    | 1981 | 211  | 109  |
| 16 | Stati Uniti (bandiera) | A     | Steve Novak       | 1983 | 208  | 100  |
| 17 | Stati Uniti (bandiera) | G     | Jeremy Lin        | 1988 | 191  | 91   |
| 20 | Stati Uniti (bandiera) | G     | Mike Bibby        | 1978 | 185  | 86   |
| 21 | Stati Uniti (bandiera) | G     | Iman Shumpert     | 1990 | 196  | 96   |
| 23 | Stati Uniti (bandiera) | G     | Toney Douglas     | 1986 | 188  | 86   |
| 32 | Stati Uniti (bandiera) | A     | Renaldo Balkman   | 1989 | 208  | 93   |
| 44 | Giamaica (bandiera)    | C     | Jerome Jordan     | 1986 | 213  | 115  |
| 50 | Paesi Bassi (bandiera) | C     | Dan Gadzuric      | 1978 | 211  | 109  |
| 55 | Stati Uniti (bandiera) | C     | Josh Harrellson   | 1989 | 208  | 125  |
| 85 | Stati Uniti (bandiera) | G     | Baron Davis       | 1979 | 191  | 95   |

## Staff tecnico
- Allenatori: Mike D'Antoni (18-24) (fino al 13 marzo)[1], Mike Woodson (18-6)
- Vice-allenatori: Mike Woodson (fino al 13 marzo), Herb Williams, Phil Weber (fino al 13 marzo), Dan D'Antoni (fino al 13 marzo), Kenny Atkinson, Jim Todd (dal 14 marzo), Darrell Walker (dal 14 marzo)
- Preparatore atletico: Roger Hinds
- Assistente preparatore: Anthony Goenaga